# Gaston Aumoitte
Gaston Aumoitte (19 de diciembre de 1884–30 de diciembre de 1957) fue un atleta francés que compitió en las pruebas de croquet para su país.
Aumoitte es titular de dos medallas olímpicas que ganó en la edición francesa, los Juegos Olímpicos de París 1900. En esa ocasión, superó a sus compatriotas Georges Johin y Chrétien Waydelich. Ganó la carrera con una simple pelota. Más tarde, junto a Georges Johin, ganó su segunda victoria. Esa fue la primera y la última edición de ese deporte en los Juegos Olímpicos.